# Rocket mass heater

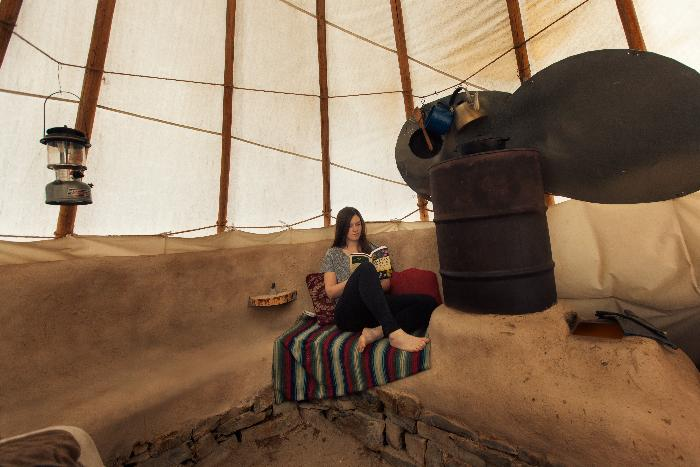
Rocket mass heater in een tipi

Een rocket stove mass heater of rocket mass heater (RMH), is een accumulatiekachel met een goede naverbranding van de rookgassen. De geëigende brandstoffen zijn: vaste minerale brandstoffen, turfbriketten, brandhout of pellets.

## Principe
De kachel bestaat uit een rocket stove en een massa, doorgaans leem of steen. In de verbrandingskamer wordt hout verbrand. Na de verbrandingskamer bevindt zich een tweede ruimte waarin onvolledig verbrande houtgassen met grote hitte en de nodige turbulentie vrijwel geheel worden verbrand. Net als bij andere accumulatiekachels worden de hete rookgassen in de RMH door een lang rookkanaal gevoerd. Hier wordt de warmte aan de kachelmassa afgegeven. Deze opgeslagen warmte wordt urenlang afgeven, ook nadat het vuur alweer gedoofd is.

## J- of L-vorm
Aanvankelijk werd voor de rocket mass heater gebruikgemaakt van de zwaartekracht om de brandstof in een verbrandingsruimte met een J-vorm te voeden. Vanuit de verbrandingskamer stromen de gassen naar een opstaande geïsoleerde pijp, de zogeheten riser, waar de temperatuur hoog oploopt en een tweede verbranding van de verbrandingsgassen plaatsvindt. Het resultaat is een vrijwel volledige verbranding die resulteert in een relatief sterke gasstroom: het zogeheten "rocket"-effect. Dit effect geeft voldoende trek om lucht de kachel in te zuigen en druk om de warme verbrandingsgassen verder het systeem in te persen.
In de huidige rocket mass heater wordt vaker gebruikgemaakt van een L-vorm waar de brandstof horizontaal in de verbrandingskamer wordt geladen. De hete gassen die uit de riser komen worden omlaaggeleid en via het rookgaskanaal langs een materiaal geleid dat een grote hoeveelheid warmte kan opnemen. Het rookgaskanaal is vaak lang en het eerste deel liggend aangebracht.
De thermische massa is meestal samengesteld uit steen en klei(leem) voor een langdurende en daarmee aangename warmteafgifte.

## Voorkomen
Hoewel de rocket mass heater efficiënt met brandstof omgaat en de rookgassen relatief schoon zijn, zijn ze minder veelvoorkomend dan de traditionele, maar minder rendabele houtkachels. Rocket mass heaters kunnen tegen relatief lage materiaalkosten en met doe-het-zelf in woningen worden ingebouwd. Het ontwerp met de bouw luistert nauw om een onderhoudsarme, veilige kachel met een optimale verbranding te bereiken. Ze zijn vaak zelfgemaakt en komen in die gevallen niet voor in geaccepteerde bouwbesluiten of reguleringen rond gebouwverwarming.

## Aansluitingen op overige voorzieningen

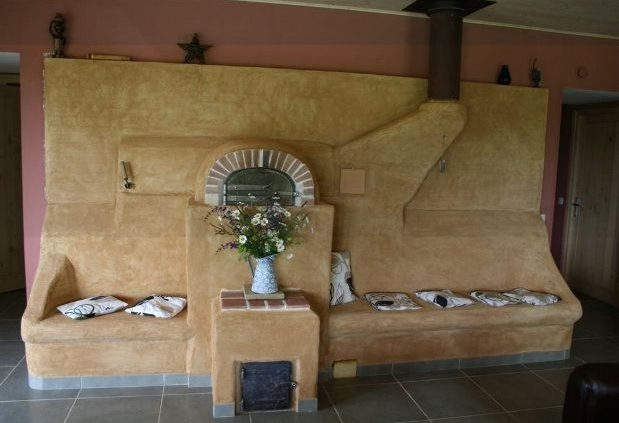
Kachel verwerkt tot zitelement in het woninginterieur

De thermische massa van een rocket mass heater kan de basis zijn van een zitbank of vloer. De thermische massa kan dusdanig groot zijn om voor vele uren warmte op te slaan die dan langzaam aan de ruimte wordt afgegeven.
De warmtevoorziening kan worden aangesloten op het warmwatersysteem of op de centrale verwarming.

## Duurzaamheid
Een hoge verbrandingstemperatuur zorgt voor minder milieu belastende uitstoot. Daarnaast is het gebruik van droog en onbehandeld hout bepalend voor een lage milieubelasting.

## Normering
De Europese standaard is voor Nederland vastgelegd in de NEN-norm NEN-EN 15250:2007: 'Accumulerende toestellen gestookt met vaste brandstof – Eisen en beproevingsmethoden'.